# 迈尼耶尔
迈尼耶尔（法語：Maisnières，法語發音：[mɛnjɛʁ]），又称维默地区迈尼耶尔（法語：Maisnières-en-Vimeu，法語發音：[mɛnjɛʁ ɑ̃ vimø]），是法国上法蘭西大區索姆省的一个市镇，属于阿布维尔区。

## 地理
迈尼耶尔（50°0'55"N, 1°36'59"E）面积12.73 平方千米，位于法国上法蘭西大區索姆省，该省份为法国北部沿海省份，北起加来海峡省和北部省，西接滨海塞纳省和大西洋英吉利海峡，南至瓦兹省，东临埃纳省。
与迈尼耶尔接壤的市镇（或旧市镇、城区）包括：艾涅维尔、比尼莱加马什、弗雷特默勒、蒂卢瓦弗洛里维尔、维默地区图尔斯、维姆。
迈尼耶尔的时区为UTC+01:00、UTC+02:00（夏令时）。

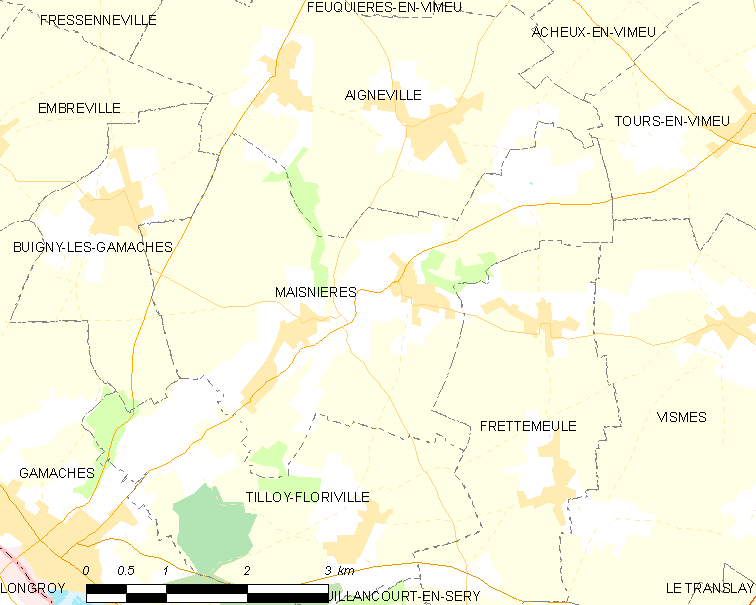
迈尼耶尔的OSM定位图

## 行政
迈尼耶尔的邮政编码为80220，INSEE市镇编码为80500。

## 政治
迈尼耶尔所属的省级选区为加马什县。

## 人口

1962-2008年间迈尼耶尔人口变化图示

迈尼耶尔于2022年1月1日时的人口数量为477人。